# Codice di commercio italiano del 1865
Il codice di commercio italiano del 1865 è stato il primo codice dell'Italia post-unitaria, che insieme agli altri codici fu emanato in quello che è stato definito il "Risorgimento giuridico".

## Antecedente francese
Il primo codice di commercio, redatto in Francia nel 1807, era un'evoluzione delle ordinanze regie e del code Savary del 1673, per adattarne il contenuto al Code Napoleon che nel 1804 introdusse la prima codificazione civile. Fu la prima regolamentazione delle società per azioni, nella forma della société anonyme e della société en commandite par actions.

## Origini
In realtà quello italiano del 1865 era il Codice del Commercio del Regno di Sardegna, redatto dal Barbaroux, che fu esteso provvisoriamente (con qualche modificazione) all'intero territorio del Regno d'Italia. Essendo un "esportazione", sarebbe più corretto definire, quale vero "primo codice del commercio", il Codice di Commercio del 1882.

## La storia
L'idea di un Codice del Commercio, in realtà, non era nei programmi del Governo del Regno, in quanto in materia commerciale vi era già una certa uniformità normativa tra gli Stati pre-unitari. Ma durante i lavori parlamentari fu il Mancini a sostenere che se si stava procedendo all'unificazione del Diritto civile, era logico procedere anche all'unificazione del Diritto Commerciale. Tale tesi fu accolta, ma l'urgenza dettata dalla cd. "Convenzione di settembre" portò alla decisione di estendere il Codice commerciale sardo all'intero territorio del Regno, quantomeno perché era (tra i Codici degli Stati pre-unitari) quello di più recente emanazione.

## Il seguito
Nel 1942 invece il diritto commerciale fu accorpato al diritto civile ed inserito in un solo Codice (quello Civile).